# 維爾德馬德峰

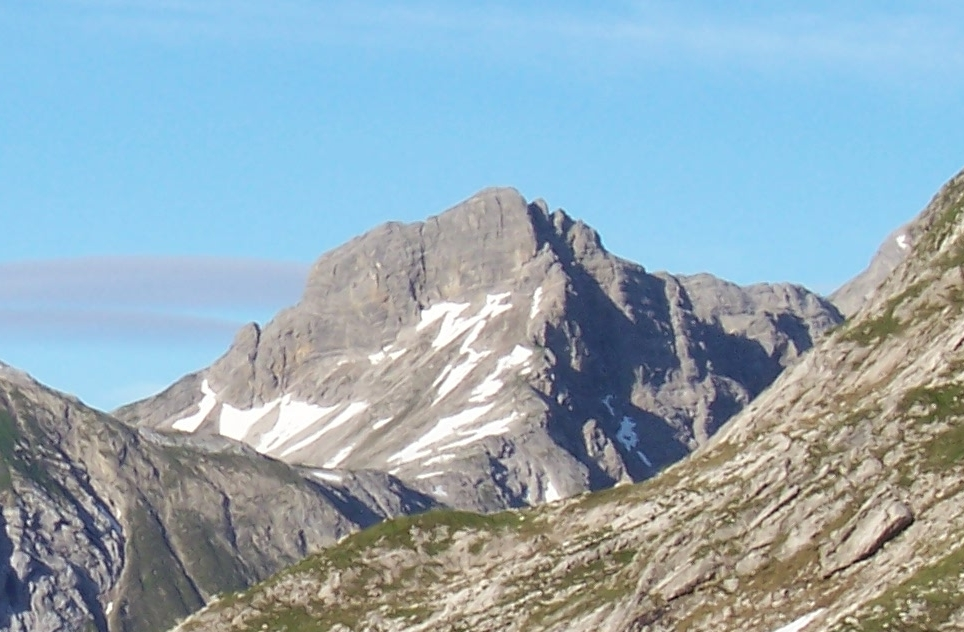

47°16′24″N 10°17′49″E / 47.27333°N 10.29694°E
維爾德馬德峰（德語：Wildmahdspitze），是奧地利的山峰，位於該國西部，由蒂羅爾州負責管轄，屬於阿爾高阿爾卑斯山脈的一部分，距離維爾德卡斯滕山0.7公里，海拔高度2,489米，每年平均降雨量1,730毫米。